# 蒙塔尼圣费利西泰
蒙塔尼圣费利西泰（法語：Montagny-Sainte-Félicité，法語發音：[mɔ̃taɲi sɛ̃t felisite]）是法国瓦兹省的一个市镇，属于桑利斯区。

## 地理
蒙塔尼圣费利西泰（49°7'49"N, 2°44'18"E）面积5.67 平方千米，位于法国上法蘭西大區瓦兹省，该省份为法国北部内陆省份，北起索姆省，西接厄尔省和滨海塞纳省，南至塞纳-马恩省和瓦兹河谷省，东临埃纳省。
与蒙塔尼圣费利西泰接壤的市镇（或旧市镇、城区）包括：巴龙、埃默农维尔、方丹沙利、蒙洛尼翁、楠特伊勒欧杜安、勒普莱西贝尔维尔、锡伊勒隆、韦尔西尼。

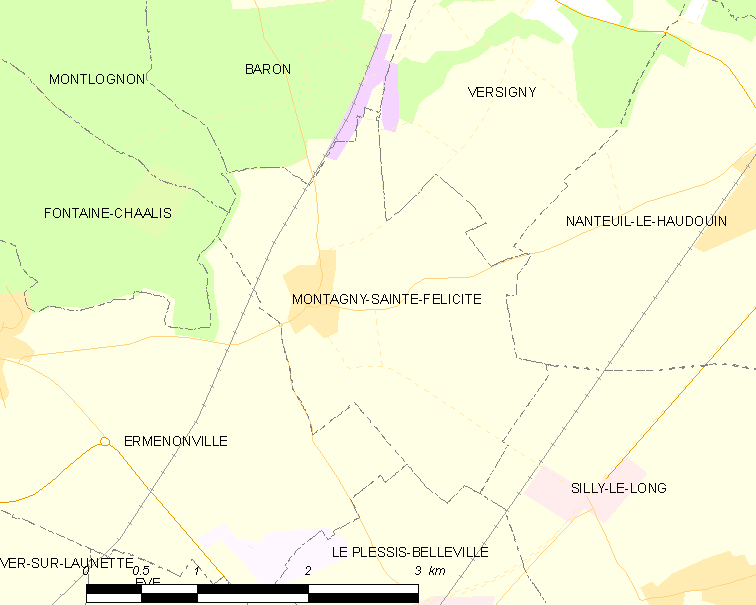
蒙塔尼圣费利西泰的OSM定位图

蒙塔尼圣费利西泰的时区为UTC+01:00、UTC+02:00（夏令时）。

## 行政
蒙塔尼圣费利西泰的邮政编码为60950，INSEE市镇编码为60413。

## 政治
蒙塔尼圣费利西泰所属的省级选区为楠特伊勒欧杜安县。

## 人口

1962-2008年间蒙塔尼圣费利西泰人口变化图示

蒙塔尼圣费利西泰于2022年1月1日时的人口数量为431人。